# آصف جاه پنجم
افضل الدوله، آصف جاه پنجم میر تاهنیت علی خان صدیقی بایفاندی (۱۱ اکتبر ۱۸۲۷–۲۶ فوریه ۱۸۶۹) پنجمین نظام حیدرآباد هند، از سال ۱۸۵۷ تا ۱۸۶۹ بود.

## وفات
وی در ۲۶ فوریه ۱۸۶۹ پس از ۱۲ سال سلطنت در حیدرآباد درگذشت و در مسجد مکه به خاک سپرده شد.